# Byczyna
Byčina (polsky Byczyna, německy Pitschen) je město v jižním Polsku v Opolském vojvodství v okrese Kluczbork. Leží na severu historického Horního Slezska na trase národní silnice č. 11 a železniční tratě z Katovic do Poznaně. V roce 2019 mělo město 3 353 obyvatel. Je sídlem gminy Byczyna, která zahrnuje 22 okolních vesnic.

## Dějiny

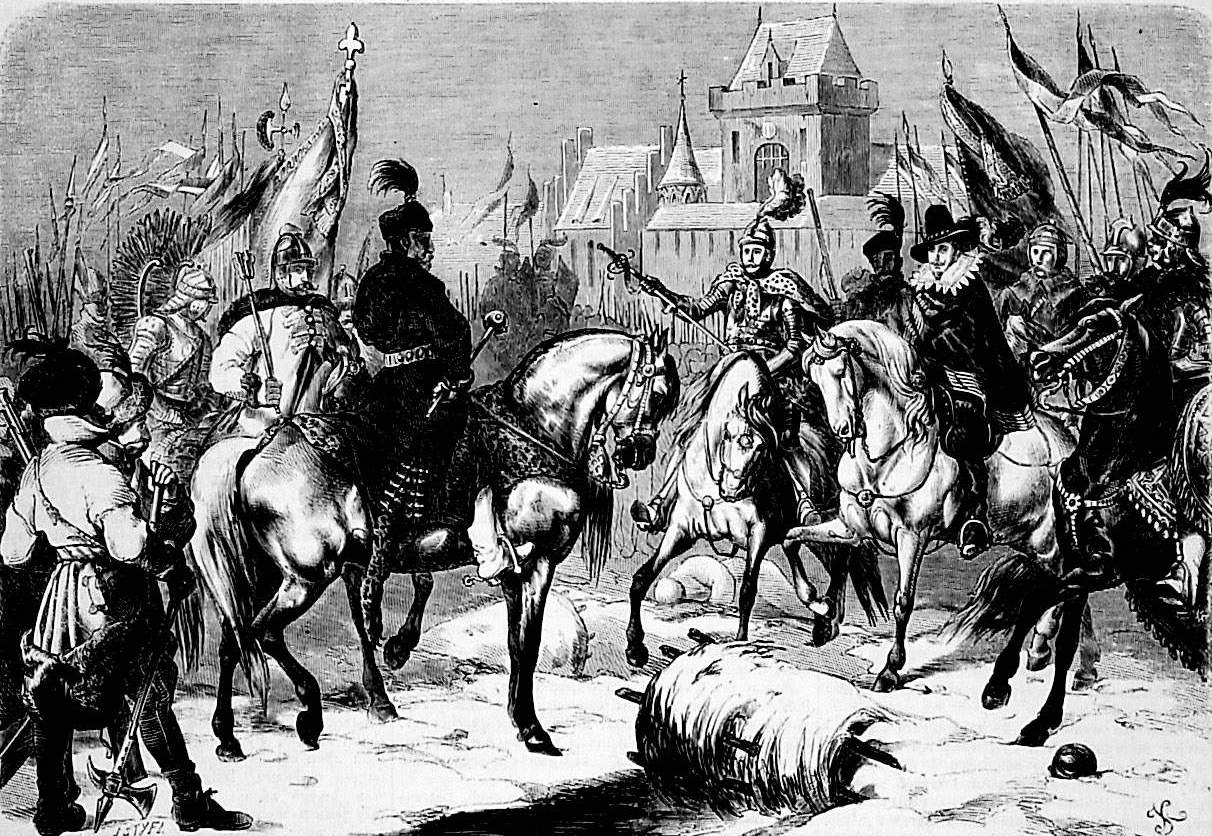
Umělecké vyobrazení bitvy u Byčiny

První písemná zmínka o Byčině pochází z roku 1228. Ve středověku městečko mnohokrát měnilo svou územní příslušnost v rámci slezských knížectví – patřilo Vratislavsku, Hlohovsku, Olešnicku a nejdéle od roku 1323 Břežsku, s nímž se stalo roku 1329 lénem českých králů a následně součástí Koruny české. Pro svou příhraniční polohu bylo častým cílem vojenských vpádů a odneslo to během husitských válek či třicetileté války. V roce 1588 se u Byčiny odehrála bitva mezi rakouským arcivévodou Maxmiliánem III. a švédským králem Zikmundem III., nápadníky o polský královský trůn.
Po první slezské válce připadla Prusku a od roku 1815 ležela ve vládním obvodu Opolí provincie Slezsko. V roce 1910 mělo 2 500 obyvatel, z toho 82,2 % mluvilo německy, 9 % „vasrpolsky“ a 8,9 % bylo dvojjazyčných nebo mluvilo jiným jazykem, převažovali (66 %) evangelíci. V hornoslezském plebiscitu se 97 % obyvatel vyslovilo pro setrvání v Německu. Po druhé světové válce byla Byčina připojena k Polsku, což souviselo s vysídlením většiny původního německého obyvatelstva. Velká část zástavby se v roce 1945 ocitla v troskách.

## Pamětihodnosti
Byčina patří k jedním z mála měst ve Slezsku, která mají dochované hradby po celém obvodu historického jádra. V dnešní podobě – částečné cihlové a částečně kamenné – pocházejí z 15. a 16. století. Součástí jsou dvě městské brány: západní Německá (Brama Niemiecka) a východní Polská (Brama Polska), a také Písková bašta (Baszta Piaskowa) na jižní straně. Podél částečné zachovaného příkopu na severní straně byl v 19. století založen městský park.
Radnice uprostřed náměstí, obklopená blokem kupeckých domů, spojuje prvky baroka a klasicismu. Po vypálení v roce 1945 byla v 60. letech vrácena do podoby, jakou získala roku 1766 po přestavbě podle návrhu Johanna Martina Pohlmanna.
Evangelický kostel svatého Mikuláše je původní farní kostel poprvé zmiňovaný v roce 1283. Od roku 1532 se nachází v rukou protestantů, nyní spadá pod farnost we Wołczynu. V letech 1886–1888 byl regotizován. Barokní katolický kostel Nejsvětější Trojice pochází z roku 1767. Na městském hřbitově se nachází gotická kaple svaté Hedviky ze 14. století (několikrát přestavovaná).
I přes devastaci města v roce 1945 se v historickém jádru dochovala řada měšťanských domů z 18. a 19. století.

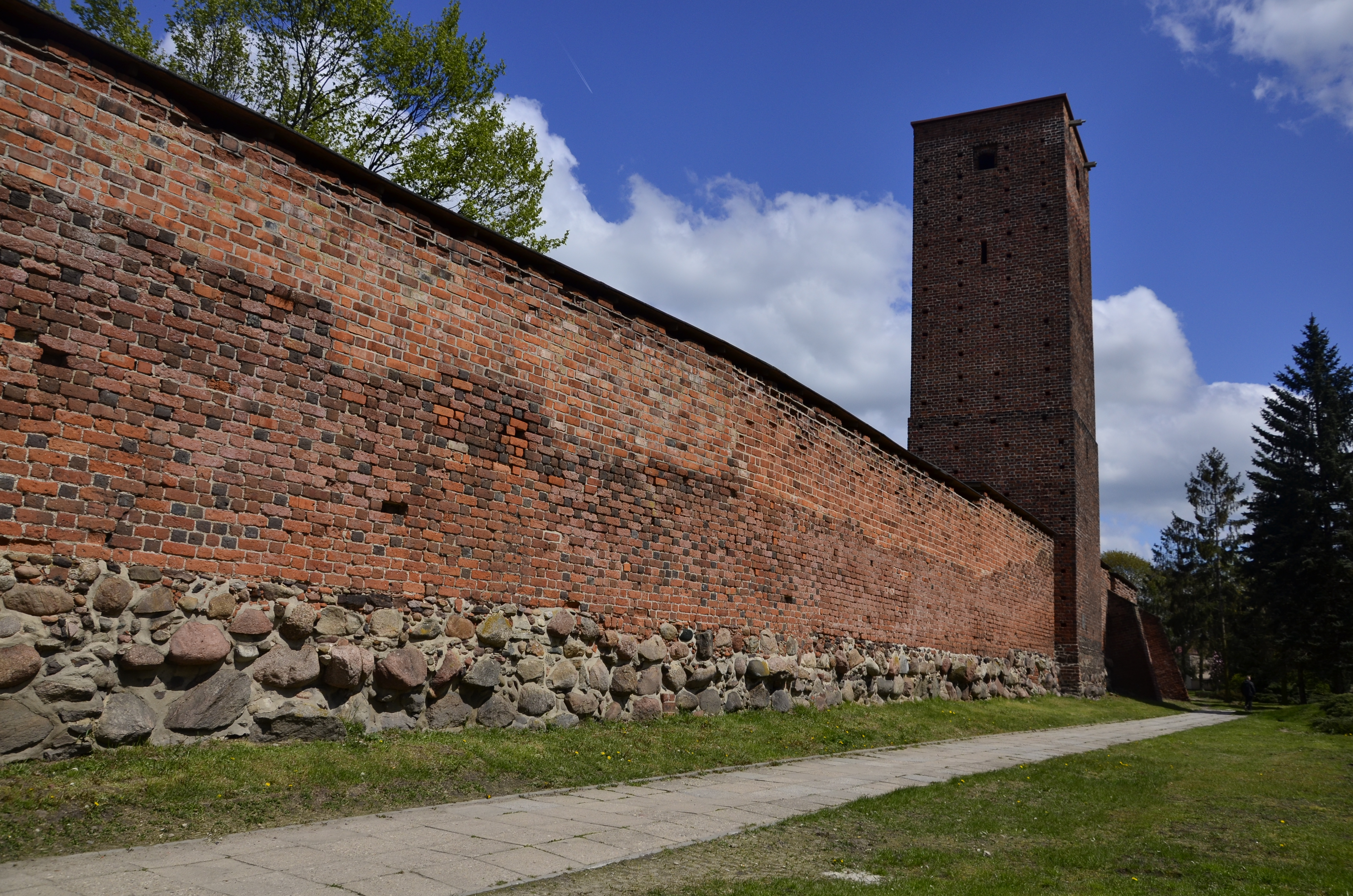
Hradby a Písková bašta
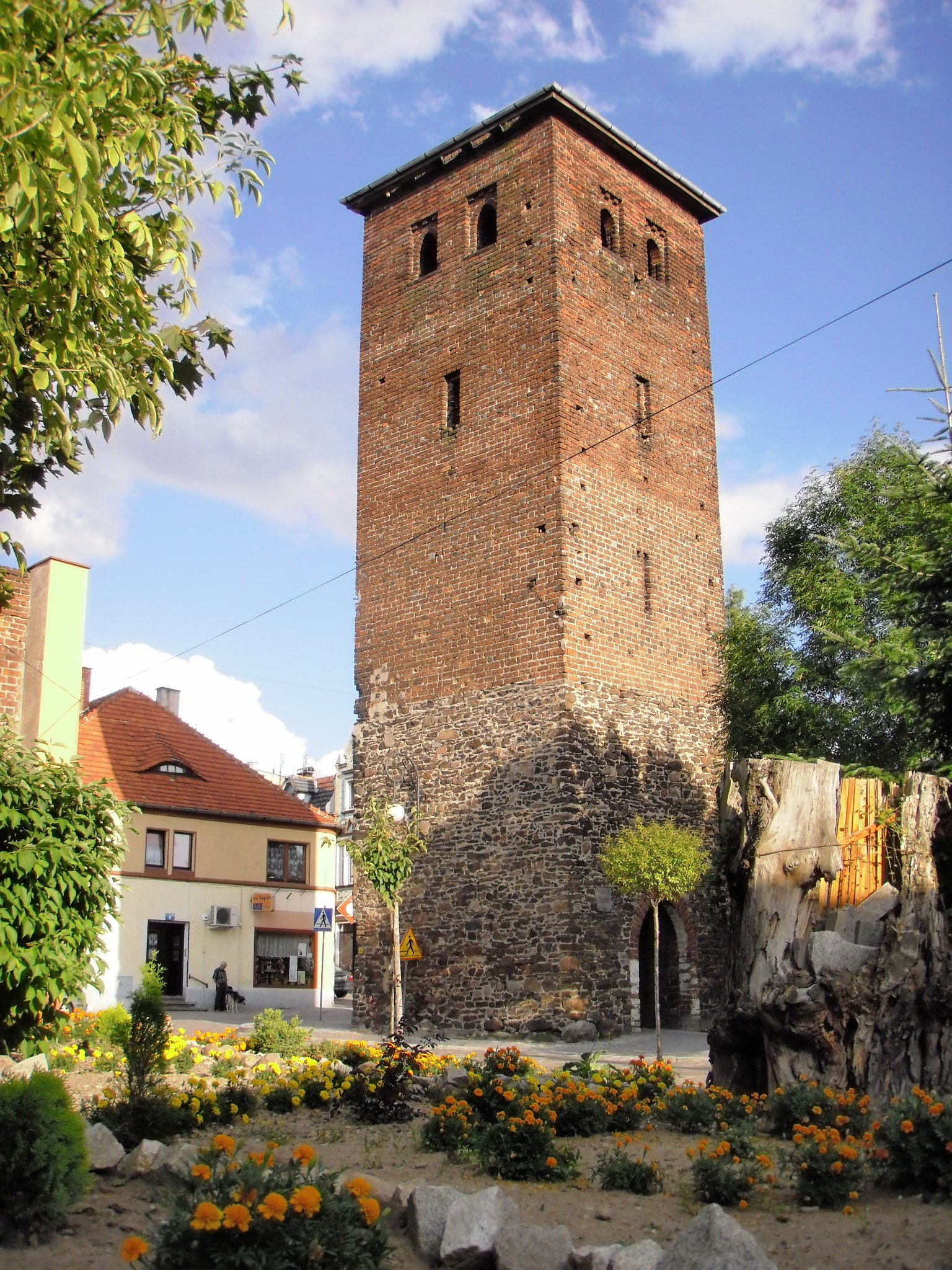
Německá brána
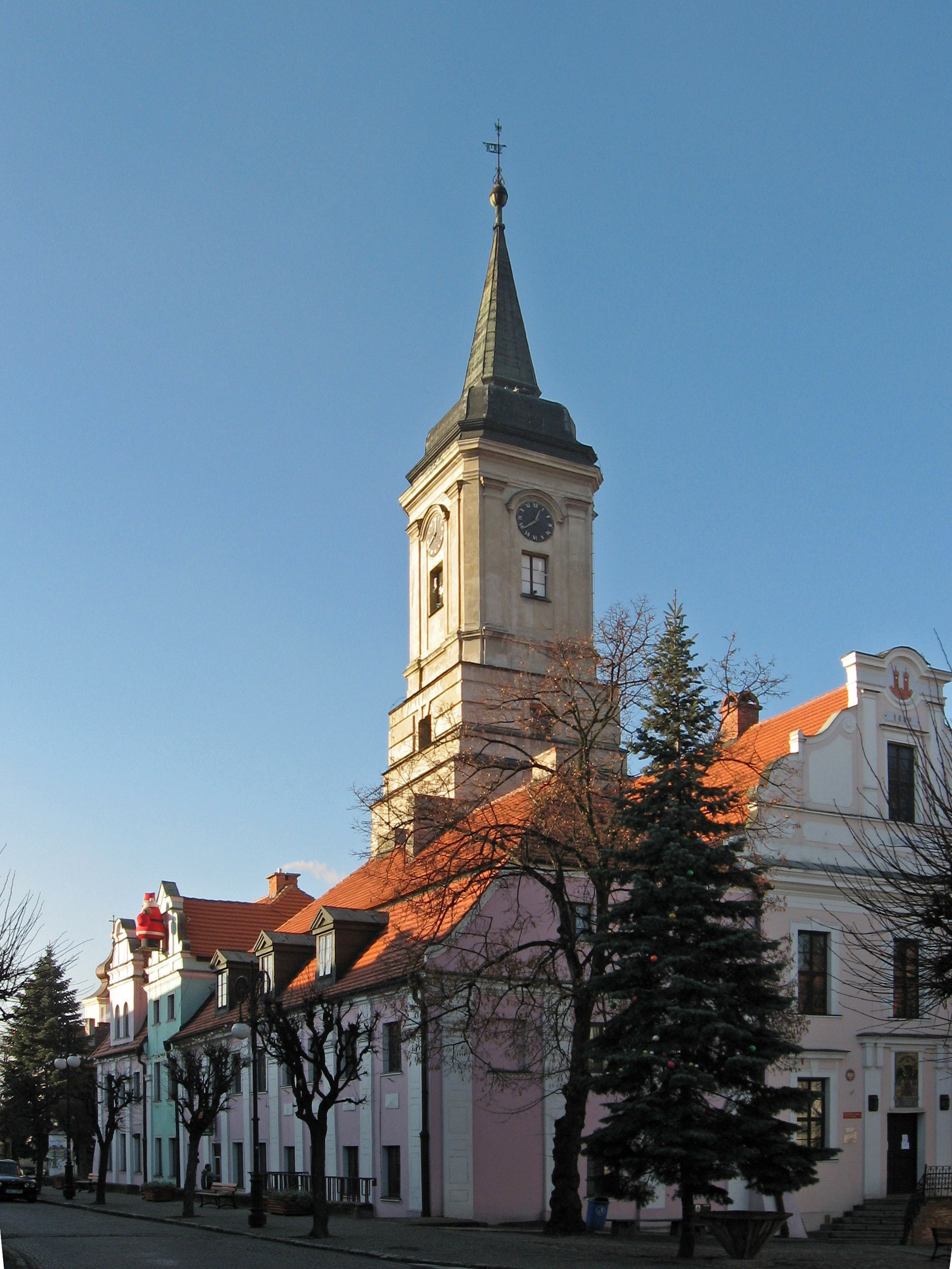
Radnice
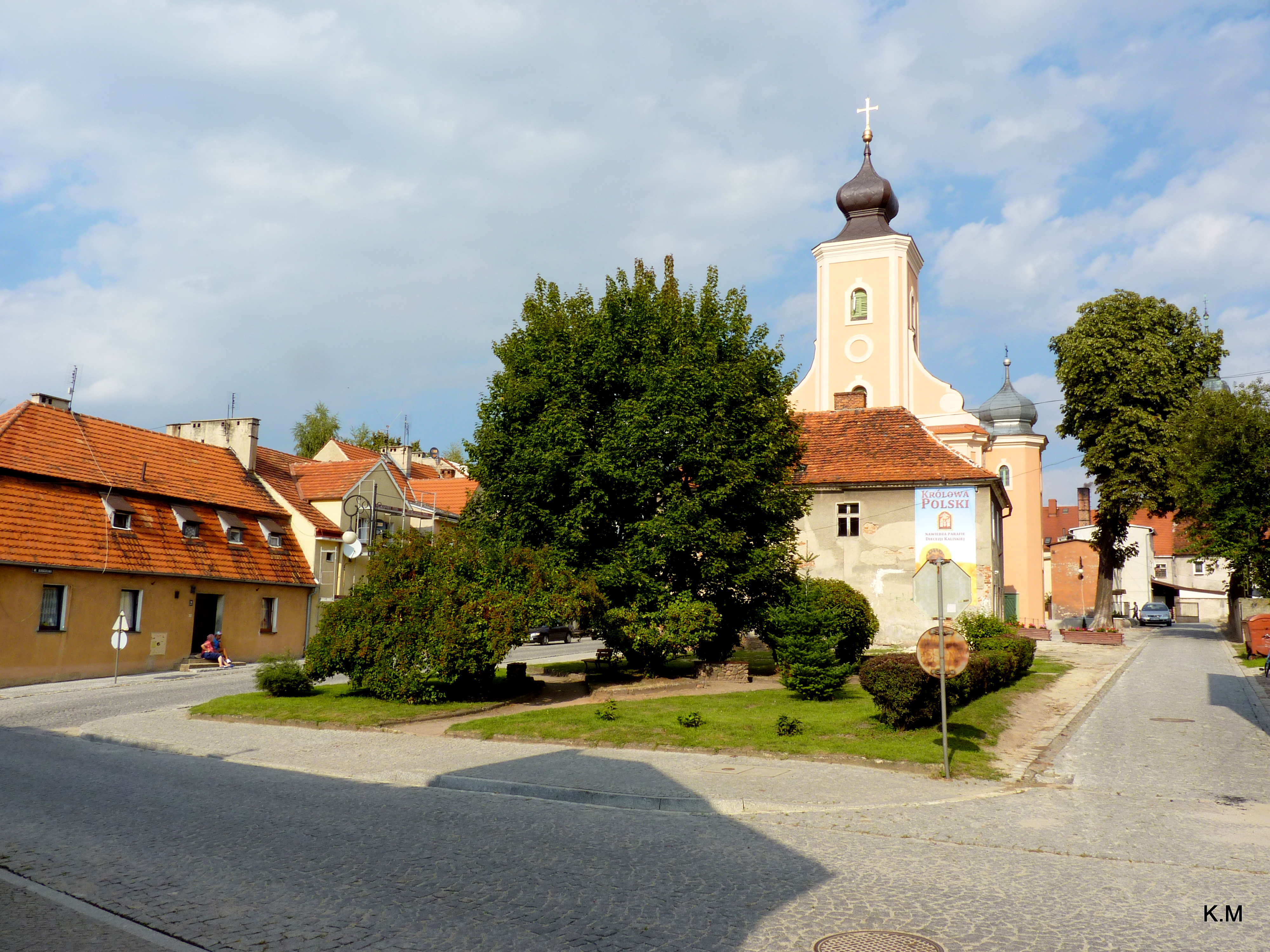
Náměstí u katolického kostela